# Caitlin FitzGerald
Caitlin FitzGerald (Camden, Maine; 25 de agosto de 1983) es una actriz y cineasta estadounidense. Es conocida por su papel como Libby Masters en la serie de televisión Masters of Sex y como la esquiva Simone en la serie Sweetbitter.

## Biografía
FitzGerald fue criada en Camden, Maine. Su padre, Des FitzGerald, es el exdirector ejecutivo de la unidad ContiSea de la corporación multinacional ContiGroup y el fundador de Ducktrap River Fish Farm Inc. Su madre, Pam Allen, es autora de Knitting for Dummies y fundadora de la compañía de hilados Quince & Co. FitzGerald se interesó por primera vez en actuar cuando era niña y actuó en muchos teatros comunitarios y obras escolares. Ella era una estudiante de internado en la Academia Concord en Massachusetts. Más tarde se graduó de la Tisch School of the Arts de la Universidad de Nueva York, donde estudió drama en el Estudio de Actuación Stella Adler. Además pasó un tiempo estudiando a Shakespeare en la Real Academia de Arte Dramático de Londres.

## Carrera
FitzGerald ha aparecido en Love Simple, It's Complicated, Gossip Girl, Damsels in Distress, Blue Bloods y Newlyweds. 
En 2010, FitzGerald protagonizó la producción teatral de Hedda Gabler. La obra se realizó en una casa privada en la ciudad de Nueva York para una audiencia de solo veinticinco personas. FitzGerald estaba emocionada de interpretar "la mejor parte escrita para una mujer que no es Shakespeare". Ben Brantley, de The New York Times, dijo sobre su actuación: "Todas las piernas, ojos y pómulos, con una cara que parece estar hecha para primeros planos cinematográficos, es un placer hipnótico". Sin embargo, él sentía que ella no tenía suficientes habilidades, lo que a menudo recordaba a "una estudiante de último año de escuela secundaria, con clase intimidante y con clase, tal vez, que está más allá de ser simplemente popular".
En 2010, también interpretó el papel de Benita en "After Hours " el décimo episodio de la primera temporada del drama criminal de CBS, Blue Bloods. 
En 2012, FitzGerald protagonizó y coescribió el guion de la película independiente Like the Water, ambientada en Maine. La película se centra en la muerte de una amiga de la infancia, inspirada en la repentina muerte de Sabrina Seelig, compañera de escuela de Caitlin en la Riley School. Ella también coprotagonizó ese año en The Fitzgerald Family Christmas, reuniéndose con el director Ed Burns. En 2013, interpretó a Liv en la comedia romántica independiente Mutual Friends, dirigida por Matthew Watts.
FitzGerald protagonizó la serie de Showtime Masters of Sex. Indiewire ha descrito a su personaje como uno de los más subestimados en la televisión: "Libby Masters es un personaje que fácilmente podría haber parecido insípido en lugar de agradable y conmovedor... Ella transmite completamente la fragilidad de Libby, su actitud bastante protegida y su juventud, a veces llama "papá" a su marido, y al mismo tiempo deja claro que no es un simple sustituto de los valores conservadores o la falta de idea... FitzGerald deja clara la percepción de Libby y su transparencia".
En 2015, apareció en la comedia independiente Adult Beginners (anteriormente llamada Brother's Keeper) del director Ross Katz como Kat, la novia de Jake (Nick Kroll) que lo abandona después de que su startup de tecnología falla y él vuelve a su hogar familiar. Rose Byrne y Bobby Cannavale son los coprotagonistas.
En junio de 2017, FitzGerald se unió al elenco de la película de Robert Krzykowski, The Man Who Killed Hitler and Then the Bigfoot, junto a Sam Elliott y Aidan Turner.

## Vida personal
En 2017, FitzGerald inicio una relación con el actor Aidan Turner. Se casaron en agosto de 2020 y tuvieron un hijo en enero de 2022. Tienen una casa del siglo 18 en el este de Londres.

## Filmografía

### Cine
| Año  | Título                                         | Rol               | Notas                                                       |
| ---- | ---------------------------------------------- | ----------------- | ----------------------------------------------------------- |
| 2008 | A Jersey Christmas                             | Wellesley         |                                                             |
| 2009 | Taking Woodstock                               | Mujer joven       |                                                             |
| 2009 | My Last Day with You                           | Ashley            |                                                             |
| 2009 | Love Simple                                    | Keith             |                                                             |
| 2009 | It's Complicated                               | Lauren Adler      |                                                             |
| 2011 | Dirty Movie                                    | Bank teller       |                                                             |
| 2011 | Damsels in Distress                            | Priss             |                                                             |
| 2011 | Newlyweds                                      | Katie             |                                                             |
| 2012 | The Fitzgerald Family Christmas                | Connie Fitzgerald |                                                             |
| 2012 | Like the Water                                 | Charlie McRill    |                                                             |
| 2013 | Mutual Friends                                 | Liv               |                                                             |
| 2014 | Adult Beginners                                | Kat               |                                                             |
| 2015 | Manhattan Romance                              | Theresa           |                                                             |
| 2016 | Always Shine                                   | Beth              |                                                             |
| 2016 | Mercy                                          | Melissa           |                                                             |
| 2016 | The Show                                       | Sylvia            | Originalmente titulada This Is Your Death                   |
| 2017 | All I Wish                                     | Alison            | Originalmente titulada A Little Something for Your Birthday |
| 2018 | The Man Who Killed Hitler and Then the Bigfoot | Maxine            |                                                             |
| 2020 | The Trial of the Chicago 7                     | Daphne O'Connor   |                                                             |

### Televisión
| Año     | Título                            | Rol                   | Notas                                        |
| ------- | --------------------------------- | --------------------- | -------------------------------------------- |
| 2008    | Law & Order: Special Victims Unit | Anna / Natalie Bleers | Episodio: "Wildlife"                         |
| 2009    | Mercy                             | Erika                 | Episodio: "Hope You're Good, Smiley Face"    |
| 2010    | How to Make It in America         | Amiga de Rachel       | Episodio: "Paper, Denim + Dollars"           |
| 2010    | Blue Bloods                       | Benita                | Episodio: "After Hours"                      |
| 2011    | Gossip Girl                       | Epperly Lawrence      | 3 episodios                                  |
| 2013-16 | Masters of Sex                    | Libby Masters         | Elenco principal; 46 episodios               |
| 2014    | Project Runway                    | Jueza invitada        | 1 episodio                                   |
| 2016    | New Girl                          | Diane                 | Episodio: "Return to Sender"                 |
| 2016    | Rectify                           | Chloe                 | 7 episodios                                  |
| 2017    | Code Black                        | Dr. Gretchen Kerr     | 2 episodios                                  |
| 2018    | Unreal                            | Serena                | Elenco principal                             |
| 2018    | Sweetbitter                       | Simone                | Elenco principal                             |
| 2018-19 | Succession                        | Tabitha               | Personaje recurrente, 9 episodios            |
| 2021-22 | Station Eleven                    | Elizabeth             | Miniserie; personaje recurrente, 4 episodios |
| 2022    | Inventing Anna                    | Mags                  | Personaje recurrente, 3 episodios            |
| 2022    | Our Time                          | Stella Cooper         |                                              |